# パオロ・ロッシ
パオロ・ロッシ（Paolo Rossi、1956年9月23日 - 2020年12月9日）は、イタリア出身の元同国代表サッカー選手。選手時代のポジションはフォワード。
華奢な体躯ながら相手のマークを巧妙に外し抜け目なく得点をあげるタイプの選手であり、1982 FIFAワールドカップでは6得点をあげて得点王となると共にイタリアを優勝に導いた。愛称は「黄金の子」。FIFAワールドカップとUEFAチャンピオンズリーグとバロンドールの3つを獲得した9人の選手の内の一人であり、2024年現在イタリア人としてただ1人この偉業を達成している。

## 経歴

### 生い立ち
トスカーナ州北西部に位置するプラートで生まれる。少年時代は陸上競技の選手に憧れていたが父親の影響もありサッカー選手を志すようになった。
地元のサンタ・ルツィアでサッカーを始めると、兄と共にアンブロシアーナでプレーし、ヴィルトゥスを経てユヴェントスの下部組織に入団した。

### クラブ
1973年にユヴェントスとプロ契約を結び選手キャリアをスタートさせた。当時から将来性のある有望選手と見做されていたが膝の怪我が重なったこともあって出場機会を得ることは出来ず、他のクラブとの共同所有という形で放出されることになった。コモ・カルチョへのレンタル移籍を経て1976年にセリエBのヴィチェンツァへ移籍した。
ヴィチェンツァでは1976-77シーズンに21ゴールを挙げて得点王となりセリエA昇格に貢献。1977-78シーズンのセリエAでは24得点を上げ得点王となり、チームもユヴェントスに次いで2位でシーズンを終えた。イタリア代表にも選出されるなどロッシの評価は急騰し、一時はユヴェントスへの復帰も噂をされたがヴィチェンツァのジュゼッペ・ファリナ会長はユヴェントスとの共同所有権の50%を得るために300万ドルを投じた。この金額は1975年にボローニャFCのジュゼッペ・サヴォルディがSSCナポリに移籍する際に支払われた250万ドルを上回る国内最高額のものだったが、こうした移籍金の高騰に対してイタリアサッカー連盟のフランク・カッラロ会長が抗議して辞任する事態になった。
1978-79シーズンには15得点をあげたもののセリエB降格という結果となったため、1979-80シーズンにセリエAのACペルージャにレンタル移籍をするなど順調な選手生活を送っていた。一方で1980年3月、前年末に行われたASアヴェッリーノ1912戦において八百長に関与したとの容疑が掛けられた。ロッシは容疑を否認したが裁定委員会による審議の結果3年間の出場停止処分を受け、後に2年間の出場停止処分に軽減された。
出場停止期間中に古巣のユヴェントスと契約を結び1981-82シーズンの終盤に復帰を果たした。復帰直後のシーズンは3試合の出場に止まったが、1982-83シーズン以降にレギュラーに定着すると1983-84シーズンのセリエA優勝、1982-83シーズンのコッパ・イタリア優勝、UEFAカップウィナーズカップ 1983-84優勝、1984 UEFAスーパーカップ優勝、UEFAチャンピオンズカップ 1984-85優勝に貢献した。
1985年、ユヴェントスを退団するとACミランへ推定年俸700万ドルの2年契約で加入。同年12月1日に行われたインテル・ミラノ戦では2得点をあげる活躍を見せたものの、膝の怪我の影響もありこの試合の得点のみに終わった。1986年2月、シルビオ・ベルルスコーニがクラブを買収し会長に就任すると、ロッシはジュゼッペ・ガルデリシとのプラス金銭での交換トレードでエラス・ヴェローナへ放出された。
1986-87シーズンのヴェローナはリーグ戦を4位で終えUEFAカップの出場権を獲得したが、ロッシ自身も20試合で4得点をあげ上位進出に貢献。シーズン終了後、選手としてのキャリア当初から抱えていた膝の問題のため31歳で現役を引退した。

### 代表

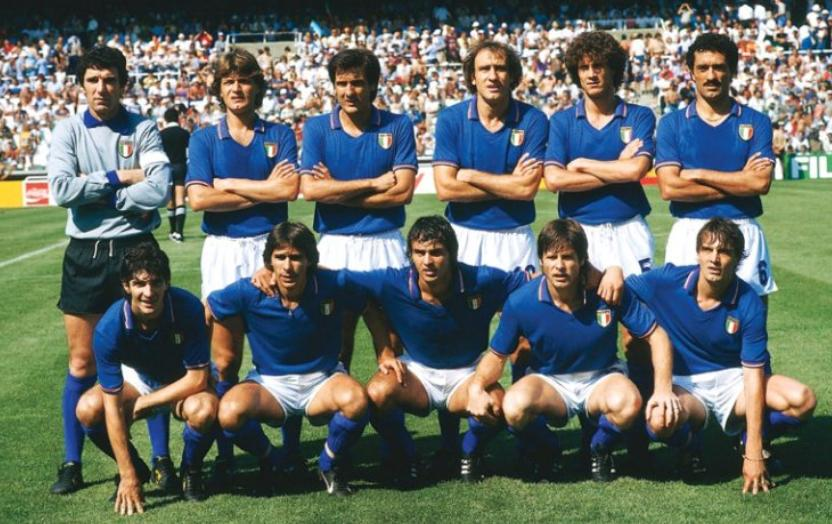
1982 FIFAワールドカップでのロッシ（前列左端）

イタリア代表としては1977年12月21日に行われたベルギーとの国際親善試合でデビューをし、1978年にアルゼンチンで開催された1978 FIFAワールドカップの代表メンバーに選出された。当初は控えメンバーの一人に過ぎなかったが精彩を欠くフランチェスコ・グラツィアーニに代わってレギュラーの座を掴むと、ロベルト・ベッテガと2トップを組み3得点を上げる活躍をみせベスト4進出に貢献した。
地元開催となるUEFA欧州選手権1980でも主力選手の一人と見做されていたが、八百長に関与した容疑により1980年4月19日に行われたポーランドとの国際親善試合を最後に代表から遠ざかった。
2年間のブランクを経て出場停止処分明けの1982年5月に行われたスイスとの親善試合で復帰を果たすと、スペインで開催された1982 FIFAワールドカップの代表メンバーに選出された。ロッシは1次リーグから出場機会を得たものの長いブランクの影響から精彩を欠いていたが、2次リーグのブラジル戦においてハットトリックを決めるなど復活を果たした。なおロッシは自伝の中でブラジル戦について次のように評している。
続く準決勝のポーランド戦でも2得点、決勝の西ドイツ戦でも先制点を挙げ1938年大会以来44年振りとなるワールドカップ優勝に貢献した。自身も6得点を挙げ得点王となり、さらにこの年のバロンドールも受賞した。
UEFA欧州選手権1984では予選敗退に終わったものの、ベアルツォット監督からは若手の成長株のガルデリシよりも評価を受けていた。その後、1986 FIFAワールドカップの代表メンバーにも選出されたが出場機会はなく、大会直前の1986年5月11日に行われた中国との国際親善試合が最後の代表出場となった。

### 晩年と死
引退後はサッカー界とは距離を置き、元チームメイトのジャンカルロ・サルヴィとともに不動産会社を経営。ブーチネにアグリツーリズムのための施設を保有していた。
その後はサッカー界に戻り、Sky Sportsやイタリア放送協会などのコメンテーターのほか、故郷のサンタ・ルツィアの初代名誉会長、2018年からは古巣のヴィチェンツァの大使兼取締役会のメンバーを務めた。また、1999年には国民同盟の候補として欧州議会議員選挙に出馬。2000年には女子バレーボールセリエAの会長に立候補した。
晩年は肺膿瘍を患い闘病生活を続けていたが、2020年12月9日に肺がんで死去した。64歳没。3日後の12月12日にヴィチェンツァ大聖堂で葬儀が行われ、妻子や1982 FIFAワールドカップ優勝メンバーのマルコ・タルデッリやアントニオ・カブリーニらが参列した。

## 人物

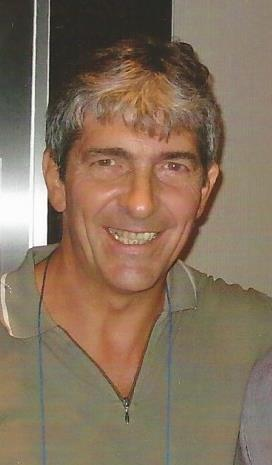
引退後のロッシ（2007年）

細見の体型ながら、相手守備陣のマークを巧妙に外すポジショニングの良さと、こぼれ球に素早く反応する得点感覚が特徴の選手だった。力強さを前面に出すタイプではなく柔軟なプレーが持ち味であり、若い頃は得点感覚だけでなくドリブルの技術も評価された。
専門家のブライアン・グランヴィルはロッシのプレースタイルについて「誰にも気づかれないように保護色を身にまとい、チャンスを嗅ぎ付けると素早くものにしてしまう」と評している。一方、ロッシ自身は「私は単独で突破を図るタイプではなく、前線の5から6メートルまたは2メートル以内に動きを限定した選手であり、得点のためにはチームメイトの助けを必要とした。プレーの判断に迫られた時は自ら突破を図るのではなく、より良いポジションにいる味方の選手にボールを預けた。サッカーとはチームスポーツであり、私は利己的なタイプの選手ではなかった」と評している。
また、1980年に発覚した八百長事件について本人は2014年に至るまで事件への関与を否定し続けている。
2004年3月にはペレが選ぶ『偉大なサッカー選手100人』に選出された。

## 個人成績

### クラブでの成績
出典
| クラブ  | シーズン       | リーグ  | リーグ | リーグ | カップ | カップ | 欧州カップ | 欧州カップ | その他 | その他 | 合計 | 合計 |
| クラブ  | シーズン       | リーグ  | 出場   | 得点   | 出場   | 得点   | 出場       | 得点       | 出場   | 得点   | 出場 | 得点 |
| ------- | -------------- | ------- | ------ | ------ | ------ | ------ | ---------- | ---------- | ------ | ------ | ---- | ---- |
| 1972-73 | ユヴェントス   | セリエA | 0      | 0      | 0      | 0      | 0          | 0          | -      | -      | 0    | 0    |
| 1973-74 | ユヴェントス   | セリエA | 0      | 0      | 1      | 0      | 0          | 0          | -      | -      | 1    | 0    |
| 1974-75 | ユヴェントス   | セリエA | 0      | 0      | 2      | 0      | 0          | 0          | -      | -      | 2    | 0    |
| 1975-76 | コモ           | セリエA | 6      | 0      | 0      | 0      | -          | -          | -      | -      | 6    | 0    |
| 1976-77 | ヴィチェンツァ | セリエB | 36     | 21     | 5      | 2      | -          | -          | -      | -      | 41   | 23   |
| 1977-78 | ヴィチェンツァ | セリエA | 30     | 24     | 4      | 2      | -          | -          | -      | -      | 34   | 26   |
| 1978-79 | ヴィチェンツァ | セリエA | 28     | 15     | 3      | 2      | 1          | 0          | -      | -      | 32   | 17   |
| 1979-80 | ペルージャ     | セリエA | 28     | 13     | 4      | 0      | 4          | 1          | -      | -      | 36   | 14   |
| 1981-82 | ユヴェントス   | セリエA | 3      | 1      | 0      | 0      | 0          | 0          | -      | -      | 3    | 1    |
| 1982-83 | ユヴェントス   | セリエA | 23     | 7      | 11     | 5      | 9          | 6          | -      | -      | 43   | 18   |
| 1983-84 | ユヴェントス   | セリエA | 30     | 13     | 7      | 0      | 9          | 2          | -      | -      | 46   | 15   |
| 1984-85 | ユヴェントス   | セリエA | 27     | 3      | 6      | 2      | 9          | 5          | 1      | 0      | 43   | 10   |
| 1985-86 | ACミラン       | セリエA | 20     | 2      | 3      | 1      | 3          | 0          | 0      | 0      | 26   | 3    |
| 1986-87 | ヴェローナ     | セリエA | 20     | 4      | 7      | 3      | -          | -          | -      | -      | 24   | 7    |
| 通算    | 通算           | 通算    | 251    | 103    | 53     | 17     | 35         | 14         | 1      | 0      | 340  | 134  |

### 代表での成績
イタリア代表として最後の試合となった1986年5月11日の中国戦までの出場数
| イタリア代表 | イタリア代表 | イタリア代表 | イタリア代表 | イタリア代表 | イタリア代表 | イタリア代表 | イタリア代表 |
| 年           | 国際大会     | 国際大会     | 親善試合     | 親善試合     | 合計         | 合計         |              |
| 年           | 出場         | 得点         | 出場         | 得点         | 出場         | 得点         |              |
| ------------ | ------------ | ------------ | ------------ | ------------ | ------------ | ------------ | ------------ |
| 1977         | 0            | 0            | 1            | 0            | 1            | 0            |              |
| 1978         | 7            | 3            | 3            | 1            | 10           | 4            |              |
| 1979         | 0            | 0            | 5            | 3            | 5            | 3            |              |
| 1980         | 0            | 0            | 3            | 0            | 3            | 0            |              |
| 1981         | 0            | 0            | 0            | 0            | 0            | 0            |              |
| 1982         | 9            | 6            | 2            | 0            | 11           | 6            |              |
| 1983         | 6            | 1            | 1            | 1            | 7            | 2            |              |
| 1984         | 0            | 0            | 6            | 3            | 6            | 3            |              |
| 1985         | 0            | 0            | 3            | 2            | 3            | 2            |              |
| 1986         | 0            | 0            | 2            | 0            | 2            | 0            |              |
| 通算         | 22           | 10           | 26           | 10           | 48           | 20           |              |

### 代表での得点
イタリア代表として最後の試合となった1986年5月11日の中国戦までの得点数
| #   | 開催日         | 開催地                           | 対戦チーム     | スコア | 試合概要                |
| --- | -------------- | -------------------------------- | -------------- | ------ | ----------------------- |
| 1.  | 1978年6月2日   | アルゼンチン、マル・デル・プラタ | フランス       | 2-1    | 1978 FIFAワールドカップ |
| 2.  | 1978年6月6日   | アルゼンチン、マル・デル・プラタ | ハンガリー     | 3-1    | 1978 FIFAワールドカップ |
| 3.  | 1978年6月18日  | アルゼンチン、ブエノスアイレス   | オーストリア   | 2-1    | 1978 FIFAワールドカップ |
| 4.  | 1978年12月21日 | イタリア、ローマ                 | スペイン       | 1-0    | 親善試合                |
| 5.  | 1979年2月24日  | イタリア、ミラノ                 | オランダ       | 3-0    | 親善試合                |
| 6.  | 1979年5月26日  | イタリア、ローマ                 | アルゼンチン   | 2-2    | 親善試合                |
| 7.  | 1979年6月13日  | ユーゴスラビア、ザグレブ         | ユーゴスラビア | 1-4    | 親善試合                |
| 8.  | 1982年7月5日   | スペイン、バルセロナ             | ブラジル       | 3-2    | 1982 FIFAワールドカップ |
| 9.  | 1982年7月5日   | スペイン、バルセロナ             | ブラジル       | 3-2    | 1982 FIFAワールドカップ |
| 10. | 1982年7月5日   | スペイン、バルセロナ             | ブラジル       | 3-2    | 1982 FIFAワールドカップ |
| 11. | 1982年7月8日   | スペイン、バルセロナ             | ポーランド     | 2-0    | 1982 FIFAワールドカップ |
| 12. | 1982年7月8日   | スペイン、バルセロナ             | ポーランド     | 2-0    | 1982 FIFAワールドカップ |
| 13. | 1982年7月11日  | スペイン、マドリード             | 西ドイツ       | 3-1    | 1982 FIFAワールドカップ |
| 14. | 1983年10月5日  | イタリア、バーリ                 | ギリシャ       | 3-0    | UEFA欧州選手権1984予選  |
| 15. | 1983年12月22日 | イタリア、ペルージャ             | キプロス       | 3-1    | UEFA欧州選手権1984予選  |
| 16. | 1984年2月4日   | イタリア、ローマ                 | メキシコ       | 5-0    | 親善試合                |
| 17. | 1984年2月4日   | イタリア、ローマ                 | メキシコ       | 5-0    | 親善試合                |
| 18. | 1984年2月4日   | イタリア、ローマ                 | メキシコ       | 5-0    | 親善試合                |
| 19. | 1985年2月5日   | アイルランド、ダブリン           | アイルランド   | 2-0    | 親善試合                |
| 20. | 1985年4月3日   | イタリア、アスコリ・ピチェーノ   | ポルトガル     | 2-0    | 親善試合                |

## 獲得タイトル

### クラブ
- セリエA優勝：2回 (1981-82,1983-84)[1]
- セリエB優勝：1回 (1976-77)
- コッパ・イタリア：1回 (1982-83）[1]
- UEFAチャンピオンズリーグ：1回 (1984-85)[1]
- UEFAカップウィナーズ・カップ：1回 (1983-84)[1]
- UEFAスーパーカップ：1回 (1984)[1]

### 代表
- FIFAワールドカップ優勝：1回（1982)[32]

### 個人
- ワールドカップ得点王：1回（1982)[32]
- ワールドカップ大会MVP：1回（1982)[32]
- バロンドール（欧州年間最優秀選手）：1回（1982)[1][32]
- 英誌ワールドサッカー選出世界年間最優秀選手：1回（1982)
- セリエA得点王：1回（1977-78)[1]
- セリエB得点王：1回（1976-77）[33]
- 英誌ワールドサッカー選出20世紀の偉大なサッカー選手100人　42位：（1999)
- FIFA 100：（2004)[1]
- ゴールデンフット賞オール・タイム・レジェンド：（2007)
- イタリアサッカー殿堂（イタリア語版）：（2016)[34]